# Учитель на замену (фильм, 2011)
«Учи́тель на заме́ну» (англ. Detachment; дословно — «Отчуждённость») — американский драматический фильм режиссёра Тони Кэя, вышедший на экраны в 2011 году.

## Сюжет
Генри Барт — школьный учитель на замену, он подменяет временно отсутствующих учителей, постоянно переходя из одной школы в другую. Сам он говорит, что выбрал такую работу, чтобы не нести ответственности, ведь от временного учителя никто не ждёт многого, его задача «… только поддерживать дисциплину и смотреть, чтобы на уроке никто никого не убил». На деле он прекрасный педагог, сильный и благородный человек, но боится привязанности к ученикам, да и к людям вообще.
На этот раз Генри должен преподавать английский язык и литературу в «неблагополучной» муниципальной школе, где в порядке вещей нарушения дисциплины, нецензурная брань и оскорбления в адрес учителей. История главного героя сопровождается фрагментами одновременно происходящих событий: переживания директора школы, которую отправляют на пенсию, общение учителей между собой, их личные проблемы, конфликты с учениками и родителями, и так далее. Действие перемежается с рассуждениями Генри о жизни и работе педагогов, воспитании, о неблагодарности и непонимании, с которыми постоянно сталкиваются учителя в повседневной жизни. Кроме того, школу вот-вот должны закрыть, директриса не знает как сказать об этом своим работникам.
В школе всё идёт хорошо: Генри быстро завоёвывает авторитет у учеников, легко общается с коллегами, сближается с преподающей математику Сарой Мэдисон. Но вне работы у него масса проблем. Он посещает в доме престарелых деда, единственного своего родственника. Визиты даются ему тяжело: деду становится всё хуже, он не ориентируется в окружающей действительности и страдает от мучительных воспоминаний.
Генри пытается помочь случайно встреченной несовершеннолетней проститутке Эрике, которая живёт на улице и подвергается постоянным побоям и насилию. Генри разрешает ей жить у себя в квартире. Эрика искренне привязывается к Генри, заботится о нём, навещает его деда. Но после смерти деда Генри отправляет Эрику в службу по надзору за несовершеннолетними.
В Барта влюбляется ученица — Мередит. Это крупная девушка, нелюдима, предпочитает одежду темных тонов и военные ботинки, за что ее обзывают лесбиянкой, терпит нападки родителей, пытающихся переделать дочь согласно своим представлениям. Она самовыражается в том, что фотографирует происходящее вокруг и создаёт депрессивные чёрно-белые коллажи. Однажды Мередит после уроков подходит к Генри, чтобы выговориться, но их разговор прерывает появление Сары. Ревнуя Генри, она обвиняет его в домогательствах к ученице; Мередит убегает в слезах. Вскоре руководство школы находит постоянного учителя. Генри объявляет в классе, что уходит. В последний день его работы Мередит совершает демонстративное публичное самоубийство: она угощает всех маффинами, украшенными веселыми рожицами, себе оставляет маффин с мрачной и страшной физиономией; Генри понимает, что маффин отравлен, но когда он бросается к Мередит, она умирает.
Генри получает результат теста Эрики на ВИЧ и приходит к ней в приют. Увидев Генри, девушка бросается ему на шею. В заключительном эпизоде Генри снова ведёт урок в том же классе, его внимательно слушают, и только место Мередит остаётся пустым. Он говорит о душевной боли, спрашивает, кто из учеников, идя по школьному коридору, чувствовал камень на груди, и получает ответ, что это чувство испытывали все присутствующие в классе. Потом он зачитывает ученикам вступительную часть «Падения дома Ашеров» Эдгара По, и зрителю показывают совершенно безлюдную, разгромленную школу, с коридорами и кабинетами, заваленными перевёрнутой мебелью и брошенными книгами, по которой ветер гоняет бумагу вперемешку с палой осенней листвой. На последнем кадре Генри заканчивает своё чтение, в одиночестве сидя на учительском столе в таком же разгромленном классе, где нет никого, так как школу всё-таки закрыли.

## В ролях
- Эдриен Броуди — Генри Барт
- Марша Гей Харден — директор Кэрол Дирден
- Сэми Гейл — Эрика
- Джеймс Каан — мистер Чарльз Сиболдт
- Кристина Хендрикс — мисс Сара Мэдисон
- Люси Лью — доктор Дорис Паркер
- Брайан Крэнстон — Ричард Дирден
- Уильям Петерсен — мистер Сардж Кеплер
- Блайт Даннер — мисс Перкинс
- Тим Блейк Нельсон — мистер Уайатт
- Бетти Кэй — Мередит
- Луис Зорич — дедушка

## Отзывы
Фильм получил неоднозначные отзывы кинокритиков. На Rotten Tomatoes собрано 63 рецензии, 57 % — положительные, средний рейтинг составляет 5,8 из 10. Сайт Metacritic дал фильму оценку в 52 балла из 100 на основе 20 обзоров.

## Награды и номинации
- 2011 — премьера на кинофестивале «Трайбека».
- 2011 — награда критиков и приз «Откровение» на фестивале американского кино в Довиле.
- 2011 — приз за лучшее художественное достижение на Токийском кинофестивале (Тони Кэй).
- 2011 — приз зрительских симпатий на кинофестивале в Сан-Паулу.